# 法華堂
法華堂（ほっけどう）とは、法華三昧堂の略称で天台宗の法華三昧の行を行う仏堂をさす。
他に法華会を行う仏堂も法華堂（例：東大寺法華堂（通称「三月堂」））と称される。
法華三昧は、天台宗における四種三昧の1つである半行半坐三昧のうち、法華経に基づいて行われるもので37日間行われる行である。
また法華堂には、近代（明治維新）以前の皇族や貴族などの墓所などに立てられる堂を指したものもある。

## 法華堂の一覧
- 法華経寺法華堂（千葉県市川市中山町）
- 延暦寺法華堂（滋賀県大津市坂本本町）
- 東大寺法華堂（奈良県奈良市）
- 大井法華堂（長野県佐久市）
- 長勝寺法華堂（神奈川県鎌倉市）
- 法華堂跡（神奈川県鎌倉市）